# Siemion Sierieda

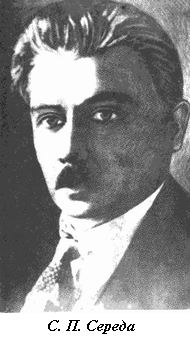
Siemion Pafnutjewicz Sierieda (ros. Семён Пафнутьевич Середа), ur. 1 lutego 1871 zm. 21 maja 1933) był radzieckim politykiem. Członek partii bolszewickiej od 1903. Od 1918 do 1921 piastował funkcję ludowego komisarza rolnictwa RFSRR. W 1927 został deputowanym zarządcą Centralnego Zarządu Statystycznego w ZSSR.

Siemion Pafnutjewicz Sierieda (ros. Семён Пафнутьевич Середа, ur. 1 lutego 1871 we wsi Sietnowo w guberni czernihowskiej, zm. 21 maja 1933 w Moskwie) – radziecki polityk, ludowy komisarz rolnictwa RFSRR (1918-1921).

## Życiorys
Urodzony w rodzinie szlacheckiej, kształcił się w aleksandrowskiej szkole realnej, 1896-1917 pracował w organach statystyki rolnej, 1899 aresztowany w Smoleńsku za przynależność do kółka marksistowskiego, osadzony w więzieniu Kresty, zwolniony. Od 1903 członek SDPRR, bolszewik, 1908-1918 w Riazaniu, od marca 1917 członek Rady Riazańskiej, członek Riazańskiego Komitetu SDPRR(b), w listopadzie 1917 członek Riazańskiego Komitetu Wojskowo-Rewolucyjnego, później członek Riazańskiego Gubernialnego Komitetu RKP(b). Od 3 kwietnia 1918 zastępca ludowego komisarza, a od 13 listopada 1918 do 10 lutego 1921 ludowy komisarz rolnictwa RFSRR, od stycznia 1920 członek Prezydium Najwyższej Rady Gospodarki Narodowej RFSRR, członek Prezydium Państwowej Komisji Planowania przy Naradzie Ekonomicznej RFSRR, 1923-1927 przewodniczący Rady Przemysłowo-Ekonomicznej Najwyższej Rady Gospodarki Narodowej ZSRR i zastępca przewodniczącego Najwyższej Rady Gospodarki Narodowej ZSRR. Do lipca 1927 zastępca zarządcy Centralnego Zarządu Statystycznego RFSRR, od 25 lipca 1927 do 20 marca 1933 zarządca Centralnego Zarządu Statystycznego RFSRR, od 1930 do śmierci zastępca przewodniczącego Centralnej Komisji Planowania przy Radzie Komisarzy Ludowych ZSRR.